# Поташева, Ангелина Петровна
Ангели́на Петро́вна Пота́шева (5 января 1945 ― 24 мая 2012, Екатеринбург, Россия) — советский российский врач-психиатр, кандидат медицинских наук (2007), организатор здравоохранения, первый главный психиатр Министерства здравоохранения Свердловской области, Заслуженный врач Российской Федерации.

## Биография
Родилась 5 января 1945 года.
Окончила медицинский институт, получив диплом врача, работала психиатром в Новосибирске. В 1975 году переехала в Свердловск, здесь в областной клинической психиатрической больнице была назначена заведующей острым мужским отделением, затем заведующей организационно-методическим отделом.
С 1988 по 2008 год трудилась на посту главного психиатра Министерства здравоохранения Свердловской области. Также работала заместителем главного врача по организационной работе Свердловской областной клинической психиатрической больницы.
Принимала активное участие в разработке и реализации целевых программ «Психическое здоровье 1998—2001» и «Психическое здоровье 2009 −2011». По её инициативе в городах Свердловск, Нижний Тагил, Первоуральск были организованы службы суицидологической помощи населению. Внедрила в области стандарты оказания специализированной медицинской помощи и лекарственного обеспечения. Результаты своей работы обобщила в методических рекомендациях, которые были опубликованы в ведущих медицинских журналах, представляющих научно-практическую ценность.
В 2007 году защитила диссертацию на соискание учёной степени кандидата медицинских наук. Тема диссертации: «„Жилье под защитой“ как реабилитационная форма психиатрической помощи: клинико-социальная и экономическая эффективность».
С 2010 года работала ассистентом на кафедре психиатрии и наркологии факультета повышения квалификации и профессиональной переподготовки специалистов Уральского государственного медицинского университета.
Была членом правления Российского общества психиатров, членом редколлегии «Уральского медицинского журнала», членом редакционного совета журнала «Психическое здоровье». Принимала участие во Всероссийских, международных и областных конференциях по различным вопросам оказания и организации психиатрической помощи.
За вклад в развитии здравоохранения Ангелина Петровна Поташева была удостоена почётного звания «Заслуженный врач Российской Федерации».
Умерла 24 мая 2012 года в Екатеринбурге после тяжелой непродолжительной болезни. Похоронена на Кольцовском кладбище Екатеринбурга.

## Ссылка
- Поташева Ангелина Петровна